# Szprajsgafel
Szprajsgafel, wishbone – gafel specjalnego kształtu; składa się z dwóch wygiętych drążków łączących się ze sobą na noku i pięcie.
Żagiel przechodzi między drążkami i opiera się swym wybrzuszeniem na jednym z nich. Szprajsgafel używany jest przy ożaglowaniu żebrowym.